# Cand.polit.
Candidatus rerum politicarum (masculino), Candidata rerum politicarum (femenino), abreviado cand.polit., es un título académico en economía en Dinamarca y anteriormente un título académico en todas las ciencias sociales en Noruega, incluidas, por ejemplo, economía, psicología, sociología y ciencias políticas .

### Dinamarca
En Dinamarca, cand.polit. se refiere exclusivamente al título del candidato en economía otorgado por la Universidad de Copenhague. Los títulos de economía de otras universidades danesas se conocen como cand. oecon y cand. mercenario

### Noruega
En Noruega, el cand.polit. fue antes de 2003-2008 otorgado en todas las ciencias sociales por las facultades de ciencias sociales en las universidades, requiriendo nominalmente al menos seis años de estudio, aunque muchos estudiantes usaron un tiempo algo más largo.
Después de la reforma de calidad (Kvalitetsreformen) ha sido reemplazada por una Maestría en Filosofía, acortando el tiempo nominal de estudio de seis a cinco años. El cand.polit. grado era en el momento de su abolición en la práctica una extensión de dos años o dos años y medio a la cand.mag (Candidato a la Maestría) de cuatro años, grado académico o calificaciones equivalentes.